# Сіньял-Оточево
Сінья́л-Ото́чево (рос. Синьял-Оточево, чув. Çĕньял Очăкасси) — присілок у Чувашії Російської Федерації, у складі Сятракасинського сільського поселення Моргауського району.
Населення — 113 осіб (2010; 125 в 2002, 168 в 1979; 196 в 1939, 204 в 1926, 99 в 1858). Національний склад — чуваші, росіяни.

## Історія
Історична назва — Сіньял. Утворився як виселок села Богоявленське (Оточево). До 1866 року селяни мали статус державних, займались землеробством, тваринництвом, бджільництвом, виробництвом борошна. У 1920-их роках діяв вітряк. 1930 року створено колгосп «Нова сила». До 1926 року присілок перебував у складі Чувасько-Сорминської волостей Ядрінського, а до 1927 року — у складі Акрамовської волості Чебоксарського повіту. 1927 року присілок переданий до складу Татаркасинського, 1935 року — до складу Ішлейського, 1944 року — до складу Моргауського, 1959 року — до складу Сундирського, 1962 року — до складу Чебоксарського, 1964 року — повернутий до складу Моргауського району.